# Ukrán nyelv
Az ukrán nyelv (украї́нська мо́ва, magyaros kiejtése: ukrajinszka mova, IPA: [ukraˈjinsʲka ˈmɔva]) a szláv nyelvek keleti szláv alcsoportjába tartozó nyelv; cirill betűkkel írják. Ukrajna hivatalos nyelve. Szókincse jelentős hasonlóságot mutat a környező szláv népek nyelveivel, főként a belarusz, lengyel, orosz és szlovák nyelvekkel.
Az ukrán a történelmi Kijevi Rusz állam keleti ószláv nyelvéből származik, és máig fennmaradt annak ellenére, hogy a cári Oroszországban kétszer is betiltották, és a 19. század végén, 20. század elején üldözték beszélőit. Főként elterjedtségének, népdalainak, kobzarjainak, valamint nagy költőinek (Tarasz Sevcsenko, Leszja Ukrajinka) köszönhetően maradt fenn.

## Története
Lásd még:Ukrajna történelme

### Történelmi háttér
A 18. század előtt a modern ukrán nyelv elődje vernakuláris nyelvnek számított, nagyrészt a parasztok és kispolgárok használták, és mellette létezett egy idegen eredetű irodalmi nyelv is, az egyházi szláv, ami a bulgáriai egyházi ószlávból alakult ki. Bár a beszélt ukrán nyelvet nem fenyegette a kihalás veszélye, csak úgy emelkedhetett az irodalom, filozófia és tudomány nyelvére, hogy az „előkelőbb” körökben használt nyelvek (görög, egyházi szláv, lengyel, latin, orosz) rovására fejlesztették.
Ivan Kotljarevszkij 1794-ben kiadta Enejida című eposzát, egy ukrán nyelvű paródiát, mely Vergilius Aeneasán alapult. Ez lett az első vernakuláris ukrán nyelven megjelent könyv, ma az ukrán irodalom klasszikusa. Az ukrán nyelv híven tükrözi Ukrajna gazdag történelmét, az idegen elnyomást és az örök ellenállást. Az ukrán nyelv eredete a 14. század közepén keresendő, mikor a Litván Nagyfejedelemség egyik hivatalos nyelve volt, illetve a 10. századi Kijevi Rusz idejéből fennmaradt írott dokumentumokban.

### Eredete
A 18. század végéig az írott ukrán nyelv nagyban különbözött a beszélttől, ezért nincs közvetlen adatunk a nyelv eredetéről. Emiatt közvetett módokra lehet hagyatkozni: régi kéziratokban ejtett tipikus hibák elemzésére, a nyelvészeti adatok és a történelmi, antropológiai, régészeti leletek egybevetésére. A kérdés eldöntésének nehézsége miatt több elmélet is létezik a nyelv eredetéről. Némelyiket a modern nyelvészet már megcáfolta, másokat még vitatnak a tudósok.
Az eredetről szóló első elméletet Mihail Vasziljevics Lomonoszov vetette fel a 18. század közepén, amikor modern nyelvészeti tanulmányok még nem álltak rendelkezésre. Lomonoszov feltételezte, hogy a Kijevi Rusz idején létezett egy közös nyelv, amit minden keleti szláv beszélt; ezt a nyelvet ruszinak (Русский) nevezte el (az orosz nyelvben ez a szó egyszerre jelenti a modern Oroszországgal és a régi Russzal kapcsolatos dolgokat). Lomonoszov szerint az orosz (nagyorosz) és ukrán (akkori nevén: kisorosz) nyelv közti különbségeket a lengyel hatása eredményezte – a Kijevi Rusz felbomlása után ugyanis Ukrajna területe a Lengyel-Litván Államszövetséghez tartozott. Ez az elmélet igen elterjedtté vált az Orosz Birodalom tudósai körében, főként mert politikai szempontból is megfelelőnek számított. A „lengyelesedés” elméletét támogatta az Orosz Birodalom akkor is, amikor 1863-ban korlátozásokat vezettek be az ukrán nyelv nyilvános használatát illetően (lásd valujevi körlevél) , illetve 1876-ban megtiltották, hogy ukrán nyelven bármit is kiadjanak a birodalom területén  (lásd emsi rendelet).
A „lengyelesedés” elméletét Mihajlo Makszimovics már a 19. század elején is kritizálta. Az ukrán nyelv legjellemzőbb sajátosságai sem az orosz, sem a lengyel nyelvben nincsenek jelen. Az ukránban és a lengyelben sok közös szó található, de ez a többi szláv nyelvre is igaz, mert sok szó átkerült a kihalt  ősszláv nyelvből utódaiba, a modern szláv nyelvekbe. A két nyelv későbbi egymásra hatása sokkal kevesebb megegyezést okozott. A „lengyelesedés” elméletét a tudósok már a 20. század eleje óta nem veszik komolyan, de több ukránellenes szervezet és politikus még támogatja.

Az ukrán nyelv elterjedése a 20. század első felében

A 19. és a 20. század folyamán kialakult egy újabb nézőpont, melyet az Orosz Birodalom és a Szovjetunió támogatott. Lomonoszovéhoz hasonlóan ez az elmélet is feltételez egy korábbi közös nyelvet, melyet a keleti szlávok beszéltek, de Lomonoszov feltevésével ellentétben a három utódnyelv (ukrán, orosz és belarusz) kialakulásának okaként nem külső hatást (lengyelek) tételeznek fel, és az elmélet támogatói nem értenek egyet abban, mikor váltak külön a nyelvek.
A szovjet tudósok jóval későbbi időre tették a különbség kialakulását az orosz és az ukrán között (14.–16. század). Eszerint az elmélet szerint a keleti szláv nyelv a 15. és 18. század közt vált szét ukrán és belarusz nyelvre (közös nevükön: rutén nyelv) nyugaton, és óorosz nyelvre északkeleten, miután a Kijevi Rusz határai a 14. században átalakultak. Amikor Ruténia (Ukrajna és Fehéroroszország) a Lengyel-Litván Unió részei lettek, az ukrán és belarusz jól megkülönböztethető nyelvekre vált szét.

Ezt azonban megcáfolta az a tény, hogy Novgorod vidékén a 9. században keletkezett írások kerültek elő, amelyek azt mutatják, hogy nem lehetett egységes keleti szláv nyelv, mert a Novgorodban beszélt nyelv rendkívül nagyfokú önállóságot mutatott, ami miatt az sem kizárt, hogy akár egy külön szláv nyelvcsalád egyik nyelve lehetett (ezt több tudós északi szláv nyelvnek nevezi).
A cári Oroszországban az ukrán nyelv használata az irodalomban, vagy nyilvános helyen szigorúan tilos volt. Az orosz nacionalizmus felfogása szerint ez csupáncsak nyelvjárás, amely nem lehet irodalmi nyelv, de a többi szláv nyelvet is „szakadárnak” tekintették az orosz nacionalisták és pánszlavisták, míg az orosz nyelvet az igazi szláv nyelvnek.
Ukrajna oroszosítása, amely az ukrán etnikumú területek Orosz Birodalomba való beolvasztásával kezdődött, és a második világháború vége után különösen erőteljesen terjedt el a Szovjetunióban, az ukrán nyelvű lakosság arányának jelentős csökkenéséhez vezetett Ukrajnában, különösen az urbanizált déli és keleti régiókban, és kisebb mértékben az ország központi régióiban. Csak néhány nyugati régióban nőtt az ukrán nyelvű lakosság aránya.

### Ukrán nyelvű népesség

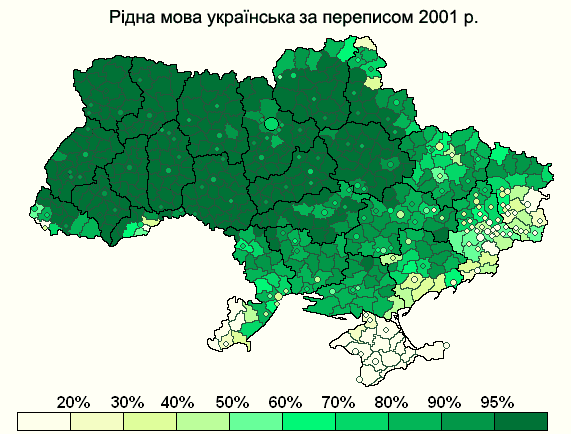
Ukrán nyelv Ukrajna városaiban és járásaiban a 2001-es népszámlálás szerint.

Ukrán nyelv Ukrajna régióiban a 2001-es népszámlálás szerint.

Ukrán nemzetiségűek körülbelül 36 894 000-en vannak a világon, főként szovjet utódállamokban illetve Kanadában és az Egyesült Államokban. A beszélők száma országok szerinti felbontásban:
1. Ukrajna 31 058 000
2. Oroszország 4 363 000 (1 815 000 a 2002-es népszámlálás adatai alapján  Archiválva 2011. december 3-i dátummal a Wayback Machine-ben)
3. Brazília 900 000
4. Kazahsztán 898 000
5. Egyesült Államok 844 000
6. Moldova 600 000
7. Olaszország 500 000
8. Portugália 300 000
9. Fehéroroszország 291 000
10. Spanyolország 200 000
11. Kanada 175 000
12. Üzbegisztán 153 000
13. Lengyelország 150 000
14. Kirgizisztán 109 000
15. Szlovákia 100 000
16. Argentína 100 000
17. Lettország 17 301
18. Románia 57 600
19. Grúzia 52 000
20. Litvánia 45 000
21. Tádzsikisztán 40 000
22. Türkmenisztán 37 000
23. Azerbajdzsán 32 000
24. Paraguay 26 000
25. Észtország 21 000
26. Magyarország 8213 (KSH.hu)
27. Örményország 8000
28. Szerbia és Montenegro 3000

(A forrás, ahol mást nem jelöltünk, az Ethnologue )
Az ukrán nyelv Ukrajna hivatalos nyelve, valamint a szakadár moldovai köztársaság, a Dnyeszter Menti Köztársaság három hivatalos nyelvének egyike.

## Területi változatok

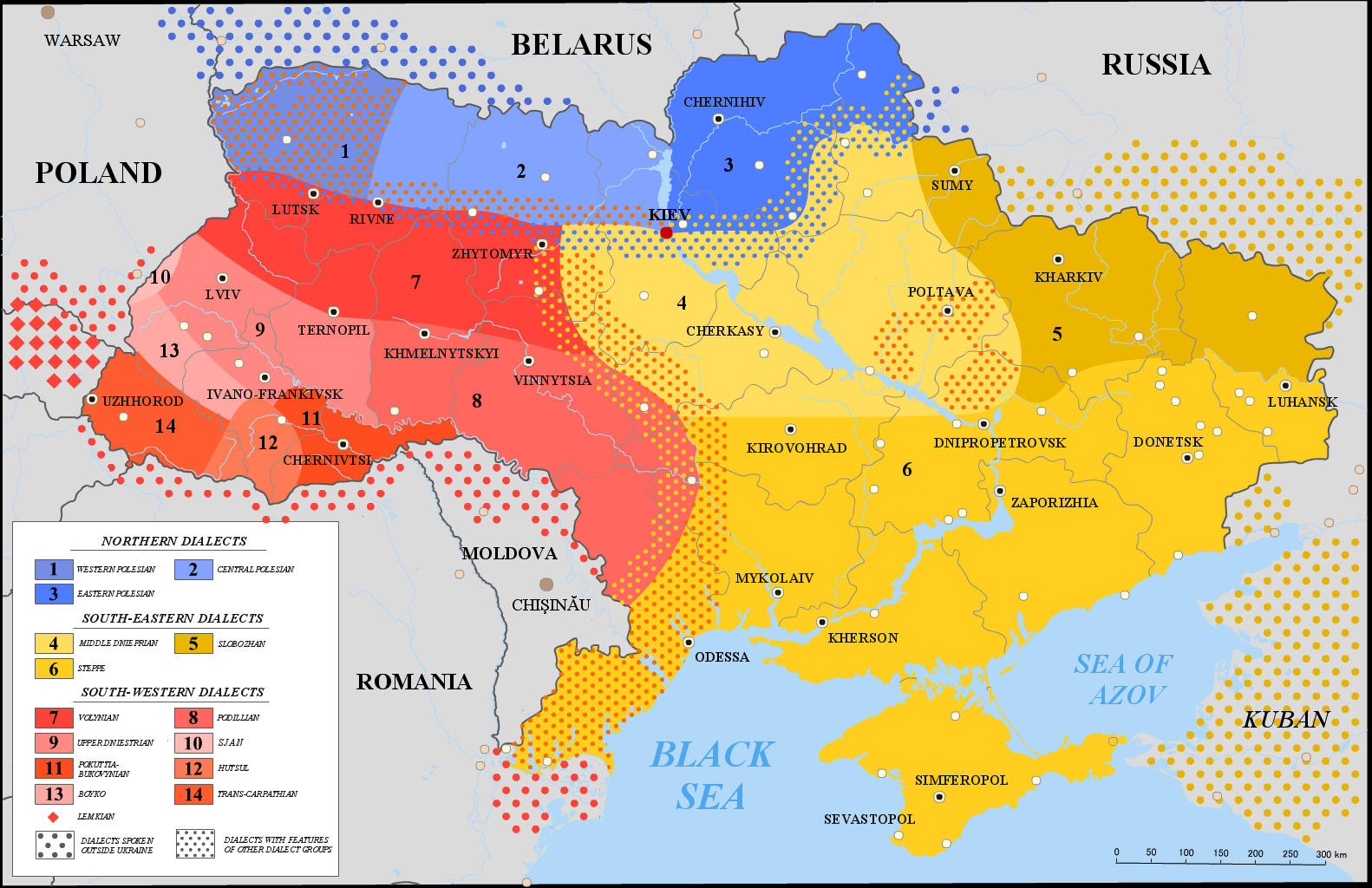
Az ukrán nyelv területi változatai (2005).

Ukrajnában az ukrán nyelvnek három nyelvjárás-csoportja van:
- északi, a Volodimir – Luck – Rivne – Novohrad-Volinszkij – Zsitomir – Fasztyiv – Perejaszlav – Priluki – Szumi vonaltól északra, három nyelvjárással;
- dél-nyugati, a Fasztyiv – Bila Cerkva – Sztaviscse – Talne – Pervomajszk – Tiraspol vonaltol nyugatra, nyolc nyelvjárással;
- dél-keleti, három nyelvjárással.

A nyelvjárások között nincsenek határok, hanem dialektuskontinuumot alkotnak, beleértve a nyugati határon túl is terjedő ruszin nyelv nyelvjárásaival és a szomszédos szláv nyelvekéivel.
Ukrajna keleti és dél-keleti részén, főleg a Krímben, a Donyec-medencében és olyan városokban, mint Zaporizzsja, Krivij Rih vagy Odessza nagy elterjedése van egy nem sztenderd szociolektusnak, amelyet szurzsik-nak neveznek (eredeti jelentése ’búza és rozs keveréke’). Ennek túlnyomóan ukrán hangtani és nyelvtani vonásai, valamint főleg orosz lexikai vonásai vannak.

## A nyelv felépítése

### Összehasonlító nyelvtan
A keleti ószláv és az orosz nyelv о betűje az ukránban több esetben і-nek felel meg, például a под → під, azaz „alatt” szóban.  A történelmi о bizonyos ragozott alakokban megmaradt, például рік (alanyeset) → році (lokatív eset); „év”. (Ez a hangzóváltozás egyébként megegyezik a lengyel "ó" → "o" hangzóváltozással.) A Г betű különböző mássalhangzót jelöl a keleti ószlávban és az ukránban, lásd a Cirill ábécé nyelvi jegyzeteit. Az ukrán Г a keleti ószláv Х zöngés változata (gyakran h-nak írják latin betűs átírásban), míg az orosz (és a keleti ószláv) Г kiejtése a magyar g betűnek felel meg. Az oroszul beszélő ukránok gyakran a lágyan ejtett ukrán változatot használják a keményen ejtett keleti ószláv eredetű hang helyett.
Az ukrán eseti végződések némileg különböznek a keleti ószlávétól, a szókincsben pedig nagy az átfedés a lengyellel. Az orosz на первом этаже, „az első szinten” a prepozíciós eset. Az ennek megfelelő ukrán kifejezés: на першому поверсі. Az -ому a hivatalos lokatív eset, de nyelvjárásokban és a költészeben gyakori az -ім végződés is, és ez a változat is hivatalosan elismert. Az ukrán поверх-ből az х a lágy і magánhangzó hatására с-szé változott (a szóvégi к hasonló helyzetben ц-vé változhat, például рiк – в році). A modern keleti szláv nyelvek közül az ukrán az egyetlen, amiben megmaradt a vokatív (megszólító) eset.

### Fonetika
Az ukrán nyelvben hat magánhangzó van: [a], [e], [i], [ɪ], [o], [u], és két félmagánhangzó [j], [ʋ].
Számos mássalhangzó három formában létezik: kemény, lágy és hosszú, például: [l], [lʲ] és [ll] vagy [n], [nʲ] és [nn]. Az ukránok gyakran ejtenek hosszú hangot más nyelvekben is, ahol egy betűt duplán látnak. 
Az ukrán [ɦ] és az orosz [g] (cirill г) hangok különbségét már tárgyaltuk. Egy másik fonetikus különbség a két nyelv közt a /v/ (cirill в) ejtése. Míg az oroszok [v]-nek ejtik, az ukránok [ʋ]-nek
Az ukrán nyelvben az egyes tájszólási variánsok használatosak. Ezek esetében főként a lengyel és az orosz hatások érvényesülnek. A ruszinra (a magyar mellett a kárpátaljai lakosság anyanyelve) egyrészt az ukrán egyik dialektusaként, másrészt pedig mint önálló nyelvre tekintenek.
Az ukránban eltérő, mozgó hangsúlyozást használnak, amelyik azonban nem annyira markáns, mint az orosz nyelvben, ezért nem szükséges a hangsúlytalan magánhangzók redukálása.

### Ábécé
Az ukrán nyelv ábécéje 33 betűből áll, a cirill írásból származik. A modern ukrán ábécé a 19. századi és 20. század eleji reformtervezetek eredménye. Hivatalosan 1927-ben vezették be a Nemzetközi Ortográfiai Konferencián Harkovban (bár az ukrán „ge” betű használatát – ґ – a Szovjetunióban 1933 és 1990 között tiltották, de ma már újra használatban van, bár keveset használják).
A 33 betűvel és az aposztróffal 38 fonémát fejeznek ki. Az ukrán nyelv fonetikus, egy betű többnyire egy fonémának felel meg, bár kivételek vannak. A szemantikai, történelmi és morfológiai elveket is alkalmazzák helyenként.
A "щ" betű két mássalhangzót is jelöl [Scs]. A [j] hang és egyes magánhangzók kombinációját szintén egy-egy betű mutatja ([ja]=я, [je]=є, [ji]=ї, [ju]=ю), míg a [jo]=йо és a ritkább, regionális [jɪ]=йи két különböző jellel írandó. Ezek a jésített magánhangzók előtt és egy speciális lágyjel (ь - ukránul: м'який знак ) előtt a mássalhangzó keményről lággyá válik (az ukrán helyesírás szerint, ha a szó lágy mássalhangzóra végződik és megragozzák egy kemény magánhangzóva, akkor a ь eltünik és a keményből lágy magánhangzó lesz pl. камінь+у=каміню). Ahol mégis keményen kell ejteni a hangot, ott ezt aposztróf (  '  ) jelzi.
Ha egy hangot hosszabban kell ejteni, a betűt megkettőzik.
Az [Dz] és [Dzs] fonémáknak nincs külön betűjük az ábécében, a дз és дж kettős betűk jelölik őket. A [d͡z] jelzi a dz, a [d͡ʒ] a dzs hangot.
Lásd még: Drahomanivka, Ukrán latin ábécé.

### Grammatika
Az ukrán nyelvtan, mint a szláv nyelveké általában, flektáló nyelvre jellemző, és viszonylag nagy súlya van benne a szintetizmusnak az analogizmussal szemben. Eszerint viszonylag gazdag névszóragozással rendelkezik. Nincs sok igemód- és igeidő-alakja, de a grammatikai személyeket az ige jól fejezi ki. Csupán a kijelentő mód múlt idő alakjától idegen a személy kategóriája, viszont kifejez három nemet, akárcsak a névszók. Jelezve van a hímnem, a nőnem és a semleges nem. Jellemző még az ukrán igére az igeszemlélet (aspektus) rendszeres jelzése.

### Szókészlet
Az ukrán szókészlet legnagyobb része, mint a szláv nyelveké általában, a protoszláv nyelvből örökölt, de ezeken kívül számos jövevényszava is van, főleg két szomszédos másik szláv nyelvből, a lengyelből és az oroszból, amelyekből tükörfordítások is vannak. Ezeken kívül nyugati nyelvekből is átvett szavakat, főleg orosz közvetítéssel. Az 1990-es évek óta az ukrán nyelv legfontosabb jövevényforrása az angol nyelv.

## Összehasonlítás
| belarusz nyelv (беларуская мова)                                   | ukrán nyelv (українська мова)                 | orosz nyelv (русский язык)                | bolgár nyelv (български език)                                    | lengyel nyelv (polski język) |
| ------------------------------------------------------------------ | --------------------------------------------- | ----------------------------------------- | ---------------------------------------------------------------- | ---------------------------- |
| Jó napot!                                                          |                                               |                                           |                                                                  |                              |
| Вітаю (vitaju)                                                     | Вітаю (vitaju)                                | Здравствуйте (zdravsztvujtye)             | Здравейте (zdravejte)                                            | Witam                        |
| Szervusz!                                                          |                                               |                                           |                                                                  |                              |
| Прывітанне (privitannye)                                           | Привіт (privit)                               | Привет (privjét)                          | Здрасти (zdraszti)                                               | Cześć                        |
| Igen – Nem                                                         |                                               |                                           |                                                                  |                              |
| Так (tak) – Не (nye)                                               | Так (tak) – Ні (nyi)                          | Да (da) – Нет (nyet)                      | Да (da) – Не (ne)                                                | Tak – Nie                    |
| Köszönöm                                                           |                                               |                                           |                                                                  |                              |
| Дзякуй (dzjakuj)                                                   | Дякую (gyákuju)                               | Спасибо (szpaszíba)                       | Благодаря ви (blagodarja vi)                                     | Dziękuję                     |
| úr – asszony – kisasszony                                          |                                               |                                           |                                                                  |                              |
| спадар (szpadar) спадарыня (szpadarinya) cпадарычна (szpadaricsna) | спан (szpan) спані (szpanyi) спанна (szpanna) | господин (gaszpagyin) госпожа (gaszpazsá) | господин (goszpodin) госпожа (goszpozsa) госпожица (goszpozsica) | pan pani panna               |
| kitűnő, jó                                                         |                                               |                                           |                                                                  |                              |
| выдатна (vidatna); добра (dobra)                                   | відмінно (vidminnо); файно (fájnо)            | отлично (atlicsna)                        | отлично (otlicsno)                                               | fajnie                       |

## Ajánlott irodalom
- Luckyj, George S.N. ([1956] 1990). Literary Politics in the Soviet Ukraine, 1917–1934, revised and updated edition, Durham and London: Duke University Press. ISBN 0-8223-1099-6.. Luckyj-1956
- G.Y. Shevelov. A Historical Phonology of the Ukrainian Language.. Heidelberg: Carl Winter Verlag (1979). ISBN 3-533-02787-2. Ukrainian translation is partially available online.
- Григорій Петрович Півторак (Hryhoriy Pivtorak). Походження українців, росіян, білорусів та їхніх мов (The origin of Ukrainians, Belarusians, Russians and their languages). Kijev: Akademia (1998). ISBN 966-580-082-5, (in Ukrainian). Available online.
- Orest Subtelny. Ukraine: A History. Toronto: University of Toronto Press, (1988). ISBN 0-8020-5808-6
- Василь Німчук. Періодизація як напрямок дослідження генези та історії української мови. Мовознавство. 1997.- Ч.6.-С.3-14; 1998.
- Микола Лесюк "Різнотрактування історії української мови".
- "What language is spoken in Ukraine", in Welcome to Ukraine, 2003, 1.
- All-Ukrainian population census 2001
- Конституція України (Constitution of Ukraine) (in Ukrainian), 1996, English translation (excerpts).
- http://www.britannica.com/eb/article-9074133?query=Ukrainian%20language&ct=, 2025. november 19.
- http://ukrcensus.gov.ua/rus/results/general/language/city_kyiv/, 2025. november 19. [2010. október 10-i dátummal az eredetiből archiválva]. (Hozzáférés: 2006. február 5.)
- Welcome to Ukraine (See above), 2025. november 19.
- 1897 census